# Samurai Deeper Kyo-figurer
Denne artikel omfatter beskrivelsen af figurer fra mangaen Samurai Deeper Kyo skrevet af Akimine Kamijyo.

## Primære figurer

### Dæmon Øje Kyo
Dæmon Øje Kyo (狂 Kyō – Kendt som Onime-no-Kyō 鬼眼の狂) er hovedpersonen i mangaen.
Dæmon Øje Kyo er kendt for sine blodrøde øjne og sit primære våben; et sværd, smedet af Muramasa. Han kaldes tusindslageren, idet han efter sigende har dræbt mere end 1.000 personer. Han var tidligere leder af De fire himmelske krigere som var en berygtet gruppe, som spredte død og ødelæggelse. Dømon Øje Kyo voksede op i Mibu-klanen, og var tidligere elev af Muramasa.

### Nobushige  Sanada
Nobushige er en mand, som er 37 somre gammel. Han er kendt for at drikke meget sake og sit specielt store positive holdning til kvinder. Han er snug og står ikke tilbage for Kyo med et sværd. Han har "sanadas ti skyggekrigere", som beskytter ham. Når han snakker kommer der tit ♥ i hans sætninger. Sanada er 170 cm. høj og vejer 53 kg. Han bruger str. 40 i sko og har blodtype A. Han er født i Kainokunikofu og går desuden meget op i hudpleje.
Man møder første gang Nobushige, da han er i gang med "et eller andet" med en pige. De er på et tehus og Yukimura går under et dæknavn. De andre i tehuset snakker om, hvem der er den stærkeste samurai og Nobushige siger "Nobushige  Sanada er den stærkeste" men Dæmon Øje Kyo, som også er der, siger "Dæmon Øje Kyo er den stærkeste". De andre på tehuset har aldrig før hørt om Dæmon Øje Kyo, så Nobushige fortæller "det er vist noget med, at han har dræbt 1.000 mand, men jeg ser nogle gange dobbelt, når jeg er fuld". Kyo trækker sit sværd, men Nobushige stopper ham, og kyo får mistanke om, hvem Nobushige virkelig er (Nobushige går jo under dæknavn på tehuset) .
Shindara (den tidligere Sasuke Sarutobi) har forrådt Nobushige Sanada, og er gået over på Mibu-klanens side, Yukimura stoler trods alt stadig på ham.

## Sekundære figurer

### Sanadas ti skyggekrigere
- Saiso
- Sasuke Sarutobi
- Kosuke
- Jinpachi Nezu
- Kamanosuke Yuri

og fem mere der stadig er ukendte i mangaen.